# Cyclemys gemeli
Cyclemys gemeli is een schildpad uit de familie Geoemydidae. De soort werd voor het eerst wetenschappelijk beschreven door Uwe Fritz, Daniela Guicking, Markus Auer, Robert S. Sommer, Michael Wink en Anna K. Hundsdörfer in 2009. Doordat de schildpad vrij recentelijk is beschreven, wordt de soort in veel literatuur niet vermeld.
Cyclemys gemeli komt voor in Azië en is endemisch in India. De schildpad komt uitsluitend voor in de staat Assam. Over de levenswijze en biologie is vrijwel niets bekend.